# Chmieliniec (Białoruś)
Chmieliniec – dawny zaścianek. Tereny na których leżał znajdują się obecnie na Białorusi, w obwodzie mińskim, w rejonie miadzielskim, w sielsowiecie Miadzioł.

## Historia
W czasach zaborów wieś w granicach Imperium Rosyjskiego.
W dwudziestoleciu międzywojennym wieś leżała w Polsce, w województwie wileńskim, w powiecie duniłowickim (od 1926 postawskim), w gminie Miadzioł a następnie w gminie Hruzdowo.
Według Powszechnego Spisu Ludności z 1921 roku zamieszkiwało tu 8 osób, wszystkie były wyznania rzymskokatolickiego i zadeklarowali białoruską przynależność narodową. Był tu 1 budynek mieszkalny. W 1931 w 1 domu zamieszkiwało 6 osób.
Miejscowość należała do parafii rzymskokatolickiej w Hruzdowie i prawosławnej w Mańkowiczach. Podlegała pod Sąd Grodzki w Postawach i Okręgowy w Wilnie; właściwy urząd pocztowy mieścił się w Hruzdowie.
Urodził się tu Jan Świderski.